# Utrapiony
Utrapiony (stylizowany zapis uTRAPiony) – drugi album solowy polskiego rapera Buczera. Wydawnictwo ukazało się 20 września 2013 roku nakładem wytwórni muzycznej Step Records. Produkcji nagrań podjęli się Juicy, Świerzba,  MeloBeats, Johnny Beats, AiFa, Aglofellaz oraz S.S.Z. Wśród gości na płycie znaleźli się m.in. Bonson, Kobra, Kroolik Underwood, Zeus, VNM oraz Bezczel.
Nagrania dotarły do 33. miejsca zestawienia OLiS. 

## Lista utworów
Opracowano na podstawie materiału źródłowego.
1. „Intro” (produkcja: Juicy) – 1:57
2. „Na rewir wbijam” (produkcja: Świerzba) – 4:16
3. „Nie ma jednej prawdy” (produkcja: MeloBeats, gościnnie: Bonson) – 3:28
4. „Tatuuje bity” (produkcja: Świerzba) – 3:20
5. „Wolę platynę” (produkcja: Johnny Beats, gościnnie: Kobra) – 3:15
6. „Biegnę” (produkcja: Melobeats) – 4:25
7. „Pieniądze szczęścia nie dają” (produkcja: Świerzba, gościnnie: Lill) – 4:22
8. „Przyjaciele” (produkcja: MeloBeats) – 4:11
9. „Can You Feel Me” (produkcja: Świerzba, gościnnie: Kroolik Underwood) – 2:39
10. „Pop That” (produkcja: Świerzba, gościnnie: Dondi) – 2:48
11. „Jestem zagadką” (produkcja: Juicy) – 3:46
12. „Film” (produkcja: AiFa) – 3:19
13. „Mr HotShot” (produkcja: Aglofellaz, gościnnie: Gina McNulty, Verte) – 4:44
14. „Dość” (produkcja: Juicy, gościnnie: Zeus, VNM, Cegła, Verte, Bezczel) – 5:53
15. „Przemierzam świat” (produkcja: S.S.Z.) – 2:22
16. „uTRAPiony” (produkcja: MeloBeats) – 4:29